# Águas de março
Águas de março è un brano musicale di bossa nova composto da Antônio Carlos Jobim nel 1972. Jobim aveva scritto il testo sia in portoghese, sia in inglese.
Nel 2001, la canzone è stata votata da un gruppo di giornalisti, musicisti e altri artisti consultati dal quotidiano brasiliano Folha de S. Paulo come la migliore canzone brasiliana di tutti i tempi. È stata anche inserita tra Le 100 migliori canzoni brasiliane di tutti i tempi, pubblicata dall'edizione brasiliana di Rolling Stone, come la migliore canzone brasiliana dietro Construção di Chico Buarque.

## Descrizione
La canzone fu composta mentre Jobim era nella fazenda di famiglia. Un lungo e violento temporale aveva trasformato strade e terreni in fango (da cui il riferimento nel verso “é a lama, é a lama”), e durante la forzata inattività il compositore decise di scrivere un brano le cui parole richiamassero immagini della vita quotidiana vissuta nelle campagne brasiliane.
Il brano è stato pubblicato per la prima volta nel 1972 da Jobim, nell'album Disco de bolso di João Bosco venduto come allegato del quotidiano di Rio de Janeiro O Pasquim. Successivamente è stato incluso nel suo album Matita Perê, pubblicato nello stesso anno; due anni dopo, la composizione ha trovato posto nell'album Elis & Tom, registrato a Los Angeles, nel quale Elis Regina duetta con Tom Jobim.
Dagli anni settanta moltissime sono state le reinterpretazioni eseguite in portoghese, italiano, inglese e francese; fra di esse quelle di João Gilberto, Mina, Sérgio Mendes, Art Garfunkel, Jobim e Gal Costa, David Byrne e Marisa Monte, Trio Esperança, Al Jarreau e Oleta Adams, Oscar Castro-Neves, Rosa Passos, Lani Hall, Cassandra Wilson, Luciana Souza, Stacey Kent, Eliane Elias, Pauline Croze, Maria Rita, Cibo Matto, Smoke City.